# 간문맥계
인체 해부학에서 간문맥계(hepatic portal system, 肝門脈系)는 간문맥과 그 지류를 포함하는 정맥 계통이다. 유일한 예는 아니지만 가장 대표적이므로 문맥계(portal venous system)와 혼용되기도 한다. 또한 내장정맥(splanchnic veins)이라고도 하는데, 간문맥계와 완전히 동의어는 아니며 부정확하다. 내장정맥은 말 그대로 내장의 정맥을 의미하며 반드시 배 내장의 정맥은 아닐 수 있다.

## 구조
간문맥계의 일부로 여겨지는 큰 정맥은 다음과 같다.
- 간문맥
- 지라정맥
- 위창자간막정맥
- 아래창자간막정맥

위창자간막정맥과 지라정맥이 합쳐져 간문맥을 형성한다. 아래창자간막정맥은 대부분의 사람들에서 지라정맥으로 연결되지만 일부 사람들에서는 간문맥이나 위창자간막정맥으로 연결되는 것으로 알려져 있다.
대략적으로 간문맥계는 복강동맥, 위창자간막동맥, 아래창자간막동맥이 혈액을 공급하는 영역에 대응한다.

## 기능

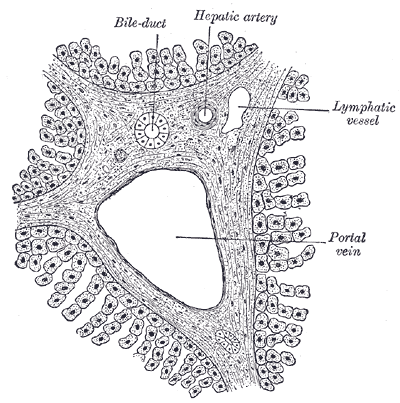
간 내부의 작은 간문맥 가지의 단면을 현미경으로 본 그림(250배율)

간문맥계는 위장관계의 일부에서 간으로 혈액을 보내는 역할을 한다. 작은창자에서 흡수된 물질은 처리를 위해 먼저 간으로 이동한 후, 심장으로 이동한다. 모든 위장관계가 간문맥계에 속하는 것은 아니다. 간문맥계는 식도의 아래쪽 부분에서 항문관의 위쪽 부분까지를 포함하며, 지라, 이자, 내장 지방의 정맥도 포함한다.
장에서 음식물로부터 흡수된 물질이 온몸 순환에 들어가기 전에 간을 통과하는 초회 통과 대사(first-pass metabolism)의 진화적 이점은 음식이나 독소, 대사 중간체나 암모니아와 같은 대사물질과, 뇌를 포함한 신체 조직의 나머지 부분 사이의 보호막(1차 방어선)으로 간을 사용한다는 것이다.  이러한 방어 시스템의 필요성은 이 시스템이 고장났을 때 일어나는 병적인 상태에 의해 입증된다. 가령, 간경변증에서 발생한 진행성 간 섬유화는 문맥전신순환지름(portal-systemic shunt)이 다량 발생하여, 혈액에 암모니아나 뇌 기능에 도움이 되지 않는 기타 물질이 가득 차게 한다. 이로 인해 뇌에서 간성 뇌병증을 유발할 수 있다.
간으로 가는 혈류는 산소가 공급된 혈액과 (부분적으로) 산소가 소모된 혈액을 모두 받는다는 점에서 독특하다. 그 결과, 산소 분압(pO2)과 문맥혈의 관류압은 신체의 다른 기관보다 낮다. 혈액은 간문맥 가지에서 간의 굴모양혈관(liver sinusoid)라고 불리는 간세포의 '판' 사이의 공동을 통해 통과한다. 혈액은 온간동맥의 가지에서도 흐르며 이 혈액은 굴모양혈관과 섞여 간세포에 산소를 공급한다. 이 혼합된 혈액은 굴모양혈관을 통해 침투하여 중심 정맥으로 모이며, 중심 정맥은 간정맥으로 혈액을 배출한다. 간정맥은 이후에 아래대정맥으로 혈액을 내보낸다.
온간동맥은 간에 산소의 30~50%를 제공하지만 전체 간 혈류의 25%만을 차지한다. 나머지 혈류는 간문맥에서 부분적으로 산소를 소모한 혈액이 차지한다. 간은 휴식 시 몸 전체에서 소모하는 산소의 약 20%를 소비한다. 이것이 전체 간 혈류가 분당 약 1리터, 분당 최대 2리터로 상당히 높은 이유이다. 이는 안정 시 평균 심박출량의 평균 4분의 1에 해당한다.

## 임상적 중요성
문맥고혈압은 간문맥계의 혈압이 너무 높은 상태이다. 문맥의 혈류가 느려지면 간문맥에 혈액이 역류하며 혈액량이 늘어나 발생할 수 있다. 종종 간경화로 인해 나타난다.

### 약물 대사
위장관계를 통해 흡수된 많은 약물은 온몸 순환에 도달하기 전에 간에서 대사된다. 이를 초회 통과 효과라고 한다. 초회 통과 효과로 인해, 특정 약물은 특정 경로를 통해서만 복용할 수 있다. 예를 들어, 나이트로글리세린은 경구(입을 통해)로 복용할 경우 간이 약물을 비활성화하기 때문에 삼켜서 복용할 수 없지만, 설하(혀 아래로)나 경피적(피부를 통해)으로 투여하여 문맥계를 우회하는 방식으로 흡수하도록 한다. 반대로 기침 억제제인 덱스트로메토르판은 효과를 내기 위해서는 간에서 덱스트로르판으로 대사되어야 하기 때문에 경구 복용하는 것이 가장 좋다. 후자의 원칙은 대부분의 전구약물, 즉 대사되어야 약물의 효과를 내는 물질의 원칙이다.
좌약은 간문맥을 부분적으로 우회하여 초회 통과 효과를 줄일 수 있는 방법이다. 곧창자의 위쪽 1/3은 간문맥으로 혈액을 배출되지만 아래쪽 2/3의 혈액은 아래대정맥으로 직접 이어지는 속엉덩정맥으로 배출된다. 따라서 곧창자 아래쪽 2/3으로 좌약을 투여하면 간의 대사를 우회할 수 있다.

## 같이 보기
- 온몸정맥계
- 폐순환